# 공군군수사령부 (대한민국)
공군군수사령부(空軍軍需司令部, Air Force Logistics Command)는 대구광역시 동구 대구국제공항에 주둔하고 있는 대한민국 공군의 군수담당 기능사령부이다.

## 역사
공군군수사령부는 1966년 7월 12일에 창설되었다.

## 조직
- 사령부 본부
- 항공자원관리단
- 종합보급창
  - 제401물자관리소
  - 제402물자관리소
  - 제403물자관리소
- 제81항공정비창; 1951년 창설
- 제82항공정비창; 1998년 12월 창설
- 제83정보통신정비창
- 제85정밀표준정비창
- 제86항공전자정비창; 1997년 창설
- 제60수송전대
- 항공기술연구소
- 군수전산소
- 항공소프트웨어지원소